# Museo storico Alfa Romeo
Das Museo storico Alfa Romeo ist das Museum der Alfa Romeo Automobiles S.p.A in Arese. Neben der Markengeschichte des Automobilbaus werden auch die Produkte und Projekte aus der Luftfahrtgeschichte des Unternehmens gezeigt.

## Geschichte
Das Museum wurde von Luigi Fusi errichtet und am 18. Dezember 1976 eröffnet. Es schloss im Februar 2011 für eine Renovierung und Neuausrichtung.
Ende Juni 2015 wurde es unter dem neuen Namen „La macchina del tempo – Museo Storico Alfa Romeo“ wieder eröffnet. Kurz vorher wurde hier die neue Alfa-Romeo-Giulia-Limousine vorgestellt.

## Gebäude
Das Museum befindet sich auf dem ehemaligen Fabrikgelände des Fahrzeugbaus von Alfa Romeo, das 2003 stillgelegt wurde; bis 2005 wurden dort noch Motoren gebaut. Die Ausstellungsfläche von 4800 m² ist über sechs Ebenen und vier Themenbereiche aufgeteilt.

## Exponate

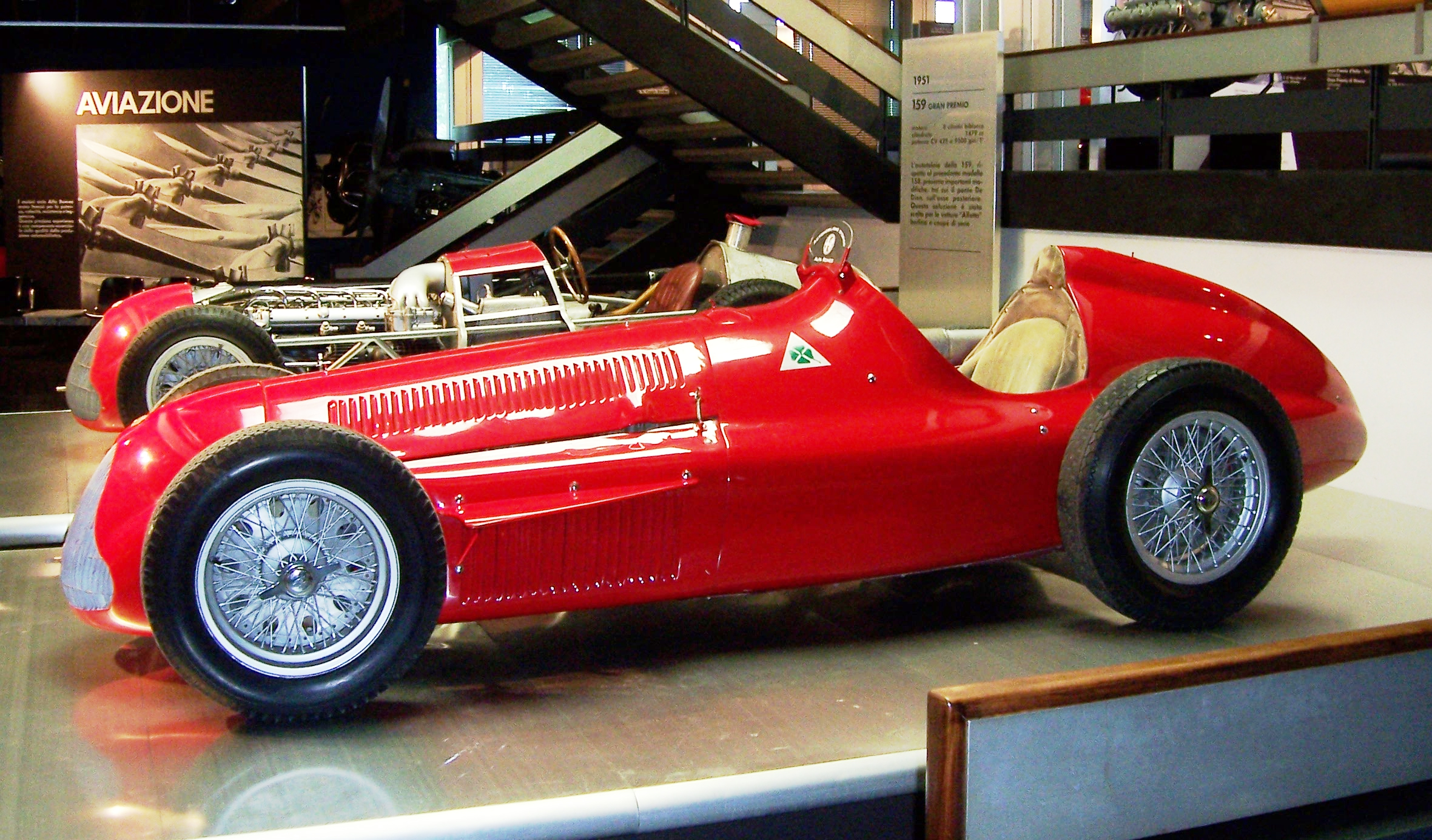
Alfa Romeo Alfetta 159

Im Folgenden eine Auswahl der Exponate.

### Fahrzeugbau
- Darracq Italiana
- A.L.F.A. 24 HP
- A.L.F.A. 40-60 HP
- Alfa Romeo RL
- Alfa Romeo Tipo A
- Alfa Romeo Tipo B („P3“)
- Alfa Romeo P2
- Alfa Romeo Tipo 158 Alfetta
- Alfa Romeo Tipo 159
- Alfa Romeo Disco Volante
- Alfa Romeo Tipo 512
- Alfa Romeo Tipo 33
- Alfa Romeo Matta
- Alfa Romeo 16C Bimotore
- Brabham BT45B

### Luftfahrttriebwerke

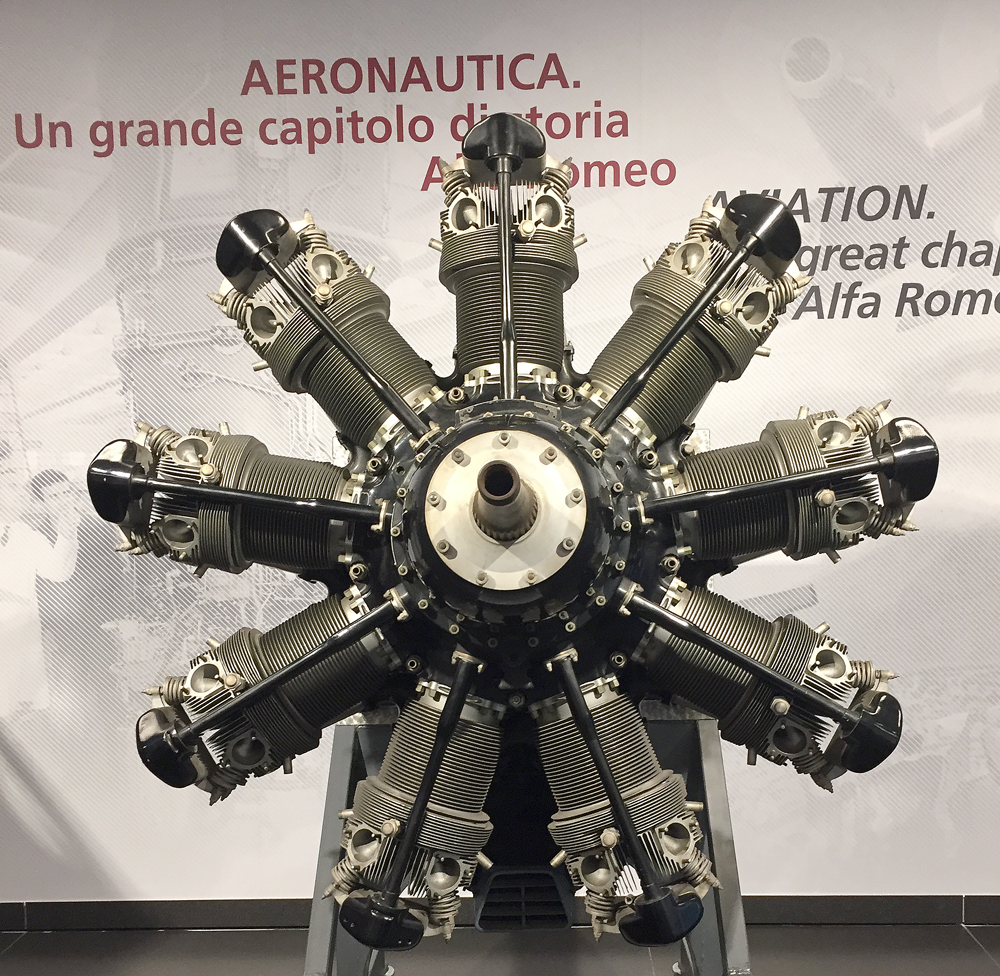
Alfa Romeo 128 R.C.

- Alfa Romeo D2
- Alfa Romeo 128
- Alfa Romeo 135